# Mercedes, virgen
Mercedes, virgen es el decimoctavo capítulo de la segunda temporada de la serie de televisión argentina Mujeres asesinas. Este episodio se estrenó el día 8 de agosto de 2006. En el libro de Mujeres asesinas este capítulo recibe el nombre de Mercedes G. virgen.
Este episodio fue protagonizado por Bárbara Lombardo, en el papel de asesina. Coprotagonizado por Moro Anghileri y Facundo Espinosa. También, contó con la actuación especial de Ana María Picchio. Y las participaciones de Horacio Peña y Alejo Ortiz.

## Desarrollo

### Trama
Mercedes (Bárbara Lombardo) y Olga (Moro Anghileri) son dos hermanas quienes mantienen una relación conflictiva, de envidia y competencia. Las diferencias entre ellas son cada vez más grandes. Mercedes, además de tener que lidiar desde niña con la preferencia que su madre demuestra por Olga, debe soportar que el amor de su vida esté por casarse con su hermana. Al enterarse de que ella le es infiel a su prometido de quien estaba enamorada, la ira de Mercedes crece aún más y, como consecuencia de esto, Mercedes mata a Olga mientras se estaba duchando. Entra de imprevisto al baño y encara a Olga, pero esta no se deja. Viendo su negatividad, Mercedes la agarra fuertemente y la golpea en la cabeza con el azulejo, hasta asfixiarla ahogándola en la bañera llena de agua.

### Condena
Mercedes G. fue declarada inimputable, estuvo internada en un instituto neuropsiquiátrico del interior desde 1984 hasta 1996. Su madre murió en el año 2001. Ella se casó en el 2002 y se instaló con su marido en Uruguay.

## Elenco
- Bárbara Lombardo
- Moro Anghileri
- Facundo Espinosa
- Horacio Peña
- Alejo Ortiz
- Ana María Picchio

## Adaptaciones
- Mujeres asesinas (Colombia): Mercedes, la virgen - Carolina Sabino